# Kevin Young (voetballer)
Kevin Young (Sunderland, 12 augustus 1961) is een voormalig profvoetballer uit Engeland, die als middenvelder speelde voor achtereenvolgens Burnley, Torquay United, Port Vale, Bury, FC Utrecht en Murton. Hij won promotie uit de derde klasse met Burnley in het seizoen 1981/82 en uit de vierde divisie met Bury in 1984/85. 
Hij bracht drie seizoenen door in Nederland onder leiding van trainer-coach Han Berger bij FC Utrecht. Hij eindigde met die club als tiende in het seizoen 1987/88, dertiende in 1988/89 en veertiende in 1989/90. Daarna keerde hij terug naar Engeland om non-league voetbal te spelen voor Murton.
Berger dirigeerde op 4 april 1988 zijn ploeg FC Utrecht van het veld in de uitwedstrijd tegen PEC Zwolle toen Young een overtreding beging, daarbij zelf zijn been brak en een rode kaart kreeg van scheidsrechter Jan Dolstra. Berger werd bestraft met een schorsing van vier wedstrijden, Young kreeg vijf duels.